# ドメーヌ
ドメーヌとは、カントリーハウスや邸宅などの非常に大きな財産の庭や土地を囲む家、別館、農地の集合です。
« ワイン産業におけるドメーヌ »（仏：domaine viticole）は、自社で畑を所有し、ブドウ栽培から醸造・瓶詰めを一貫して行うワイン生産者である。

## 概要
フランス語における"domaine"は「区画」「領域」「領地」といった意味がある。
ワイン産業におけるドメーヌ(domaine viticole) という用語は、ブルゴーニュを中心にフランス全土で用いられる。ワイン生産者のなかでも、ブドウ栽培から醸造・瓶詰めを行う形態を指し、自社でブドウ畑を所有するか、長期でブドウ畑を借用し、ブドウの栽培を行う。特にブルゴーニュにおいては、ナポレオン法典の影響でブドウ畑は分割して所有されていることが一般的であるため、生産規模が小さいドメーヌも多い。生産者の個性を反映したワインが造られるといわれる。
ボルドーで一般的に用いられるシャトーも、ブドウ栽培から瓶詰めまでを一貫して行う生産者である。ドメーヌとの違いとしては、シャトーでは、ひとつの広大な畑を単一のシャトーで所有しており、醸造設備も大規模であることが多いことが挙げられる。